# باتريك كاب
باتريك كاب (بالألمانية: Patrick Kapp)‏ هو لاعب كرة قدم ألماني، ولد في 20 يوليو 1997 في إلرتيسن في ألمانيا. لعب مع نادي سوشو.

## وصلات خارجية
- باتريك كاب على موقع رابطة كرة القدم الفرنسية للمحترفين (الإنجليزية)
- باتريك كاب على موقع قاعدة بيانات كرة القدم.إي يو (الإنجليزية)
- باتريك كاب على موقع Soccerway.com (الإنجليزية)
- باتريك كاب على موقع عالم كرة القدم.نت (الإنجليزية)